# Mario Baldassarri (economista)
Mario Baldassarri (Macerata, 10 settembre 1946) è un economista e politico italiano. Già vice ministro dell'Economia e delle Finanze, è stato parlamentare di AN, del PdL e di Futuro e Libertà per l'Italia, di cui è anche stato capogruppo al Senato della Repubblica.

## Biografia
Nato a Macerata nell'omonima provincia, consegue la laurea in Economia nel 1969 con il professor Franco Reviglio, diventando esponente del gruppo dei cosiddetti "Reviglio boys", si è specializzato presso il Massachusetts Institute of Technology seguendo gli insegnamenti di Franco Modigliani, Robert Solow e Paul Samuelson. Ha ottenuto ancora trentenne una cattedra universitaria, insegnando all'Università di Bologna come ordinario di Economia (1980-1988), e da quella data ordinario di economia politica nella Facoltà di Economia dell'Università di Roma "La Sapienza" (durante i corsi di Economia 1 amava fare esempi divertenti, come quello che nella Punto erano installate 5 ruote). Padre di tre figli, ha insegnato anche all'Università degli Studi di Torino e all'Università Cattolica di Milano.
Negli anni '80 ha ricoperto per sei anni il ruolo di consigliere d'amministrazione dell'Eni, e per quattro anni quello di consigliere economico all'EFIM. È stato anche consigliere economico presso il Ministero delle finanze, il Ministero del bilancio, il Ministero del tesoro, la Presidenza del Consiglio dei ministri e Confindustria.
Da aprile 2022 è Presidente di ISTAO - Istituto Adriano Olivetti di Ancona.
Il 26 marzo 2025 l’Assemblea dei Soci ISTAO ha confermato Mario Baldassarri quale Presidente dell'Istituto per il triennio 2025-2027.

## Attività politica
Alle elezioni politiche del 2001 si è candidato alla Camera dei deputati nel collegio di Macerata: sostenuto dalla Casa delle Libertà, ottenne il 43,7% dei voti e venne sconfitto dal rappresentante dell'Ulivo Valerio Calzolaio. Con la formazione del secondo governo Berlusconi a giugno, viene nominato prima sottosegretario e poi dall'ottobre viceministro dell'economia e delle finanze in quota Alleanza Nazionale (AN), venendo confermato nel rimpasto di governo a maggio 2005 con il governo Berlusconi III.
Alle elezioni politiche del 2006 è stato candidato al Senato della Repubblica, ed eletto senatore con AN, e alle elezioni politiche del 2008 è stato rieletto a palazzo Madama, tra le file del Popolo della Libertà (la nuova aggregazione politica nata dall'unione fra Forza Italia e Alleanza Nazionale) e ricopre l'incarico di presidente della Commissione Finanze e Tesoro del Senato.
Il 2 agosto 2010 aderisce al gruppo di Futuro e Libertà per l'Italia (FLI) di cui è reggente prima della costituzione del Gruppo.
Alle elezioni politiche del 2013 viene ricandidato al Senato nella circoscrizione Sicilia, tra le liste di Con Monti per l'Italia in quota FLI, ma non viene eletto.
Presidente del Centro Studi "Economia reale", nel 2014 è tra i promotori della raccolta di firme per 4 referendum "per fermare l'austerità".

## Eventi controversi
Il 3 aprile 1978 (a quel tempo era docente presso l'Università di Bologna) partecipa, insieme ad Alberto Clò e a Romano Prodi - all'epoca, in base a quanto riferito nelle audizioni, tutti e tre vicini alle posizioni politiche della Democrazia Cristiana - a una famosa seduta spiritica svoltasi nella casa di Clò sui colli bolognesi, durante il rapimento di Aldo Moro, in cui sarebbero stati comunicati dal piattino i nomi Viterbo, Bolsena e Gradoli, che, una volta comunicati alle autorità, porteranno a una ricerca dello statista nella cittadina di Gradoli, sul Lago di Bolsena; si scoprirà poi che Gradoli era anche il nome della strada in cui si trovava uno dei covi romani delle Brigate Rosse. Sia Prodi, ascoltato dalla Commissione Moro, sia Clò e Baldassarri, ascoltati dalla Commissione stragi, affermeranno di non aver effettuato altre sedute spiritiche dopo di quella, confermando però la genuinità della stessa. Alla critica sul fatto che qualcuno avrebbe potuto guidare il piattino, facendogli produrre i nomi senza che gli altri partecipanti se ne rendessero conto, Clò sostenne che la parola "Gradoli", così come "Bolsena" e "Viterbo", si erano formate più volte e con partecipanti differenti.

## Opere
- Un anno di Governo Prodi: 5 bugie, 3 falsi, 5 tesoretti. Dagli Appennini alle Bande: cronaca, riflessioni e commenti di un senatore "sibillino", prefazione di Oscar Giannino, Milano, Editoriale Libero, 2007.